# Mizuki Hirai
Mizuki Hirai, född 7 mars 2007, är en japansk simmare.

## Karriär
Hirai har tagit 2 guld och 2 brons på juniorvärldsmästerskapen. Hon kom på första plats på 100 meter fjärilsim vid de japanska OS-uttagningar inför OS 2024.